# Saint-Clément (Meurthe-et-Moselle)
Saint-Clément település Franciaországban, Meurthe-et-Moselle megyében. Lakosainak száma 850 fő (2022. január 1.). Saint-Clément Bénaménil, Buriville, Chenevières, Flin, Fraimbois, Laronxe, Moncel-lès-Lunéville, Thiébauménil és Vathiménil községekkel határos.

## Népesség
A település népessége az elmúlt években az alábbi módon változott:
| Lakosok száma | 806  | 897  | 876  | 872  | 832  | 852  | 861  | 854  | 853  | 850  |
|               | 1968 | 1982 | 1990 | 2006 | 2013 | 2015 | 2017 | 2019 | 2020 | 2022 |